# Austin Aries
Dan Solwold (15 aprilie 1978) mai bine cunoscut sub numele de Austin Aries este un wrestler american care evoluează în Major League Wrestling, însă este mai bine cunoscut pentru timpul petrecut în WWE pentru divizia cruiserweight. Înainte de asta, a petrecut ani luptând în companii precum Ring of Honor și Total Nonstop Action Wrestling.

## Titluri câștigate
- European Pro Wrestling
  - EPW Heavyweight Championship (1 dată)
- Mid-American Wrestling
  - MAW Junior Heavyweight Championship (1 dată)[3]
- Midwest Championship Wrestling
  - MCW Light Heavyweight Championship (1 dată)[3]
- Midwest Independent Association of Wrestling
  - MIAW Cruiserweight Championship (2 ori)[3]
- Minnesota Independent Wrestling
  - MIW Cruiserweight Championship (2 ori)[3]
- NWA Midwest
  - NWA Midwest X Division Championship (1 dată)[3]
- Neo Pro Wrestling
  - NPW Cruiserweight Championship (2 ori)[3]
  - NPW Cruiserweight Championship Tournament (2002)[3]
- Pro Wrestling Illustrated
  - Ranked No. 12 of the top 500 wrestlers in the PWI 500 in 2013[4]
- Pro Wrestling WAR
  - PWW Heavyweight Championship (1 dată)[3]
- Ring of Honor
  - ROH World Championship (2 ori)[5]
  - ROH World Tag Team Championship (1 dată) – cu Roderick Strong[6]
- Steel Domain Wrestling
  - SDW Tag Team Championship (1 dată) – with Ted Dixon[3]
- Total Nonstop Action Wrestling
  - TNA World Heavyweight Championship (1 dată)[7]
  - TNA X Division Championship (6 ori)
  - TNA World Tag Team Championship (1 dată) – cu Bobby Roode
  - X Division Showcase (2011)[8]
  - Gold Rush Tournament (2014)
  - Feast or Fired (2015 – World Heavyweight Championship contract)
  - Fifth TNA Triple Crown Champion